# لأنني رجل (أغنية)
لأنني رجل هي أغنية من إنتاج مشروع موسيقي أسترالي تام إمبالا، تم إصدارها في 7 أبريل 2015 كأغنية ثانية من ثالث ألبوم استوديو التيارات. بلغت الأغنية ذروتها في المرتبة 80 على مخطط ARIA الفردي. تم تحميل فيديو موسيقي للأغنية في 21 مايو 2015 على قناة المجموعة فيفو على يوتيوب.

## الخلفية
وصف كيفن باركر الأغنية بأنها "تتحدث عن ضعف الرجال بشكل أساسي، وكيف نصنع كل هذه الأعذار. في الأغنية، يكون غناء باركر أكثر وضوحًا في المزيج من في أغاني ترويض إمبالا السابقة، امتدادًا لحبه لـ "هذا الصوت الفضي الحالم". كان الأمر صعبًا عليه، لأنه كان غير مرتاح بأدائه الصوتي. وفقًا لباركر، أصبح تسجيل الأغنية مهووسًا. وتذكر أداء أكثر من 1057 مقطعًا صوتيًا جزئيًا إما لأغنية لأنني رجل (كزً أيم مان) أو الأغنية المنفردة الرابعة للألبوم "كلما قلت معرفتي ، كان ذلك أفضل ‏"، على الرغم من أنه لم يستطع تذكر أي منها.
أثارت الأغنية جدلاً حول كلماتها، والتي يمكن اعتبارها متحيزة جنسياً. عالج باركر هذا في مقابلة مع «ستريوجوم»
```
من المفترض حقًا أن يتم تفسيرها مثل "أنا رجل" كما في "أنا إنسان. أنا مجرد رجل "." أنا أفهم كيف يمكن أن يُنظر إليه على أنه متحيز جنسيًا، يكاد يكون كارهًا للنساء، لكن بعبارة أخرى: أعرف في أعماق قلبي، أنني لست متحيزًا جنسانيًا بأي شكل من الأشكال. وكنت أعرف أنه سيكون هناك أشخاص من يظن ذلك. كان هناك جزء صغير مني كان متحمسًا لإزعاج بعض الريش لأنني لم أفعل ذلك أبدًا، كما تعلم؟ أنا لست من هذا النوع من الأشخاص.
[
4
]
 قصد باركر الأغنية على أنها 
اللسان في خده
، ولاحظ أن تفسير الأغنية بهذه الطريقة خيب ظنه.
```

## الإصدار والريمكسات
ظهرت الأغنية لأول مرة في أستراليا تريبل جي ‏ في 5 أبريل 2015، وتم إصداره لـ تنزيل رقمي في 7 أبريل 2015.
تم عرض ريمكس لأغنية فرقة البوب روك حاييم لأول مرة في 6 أغسطس 2015. وفقًا لـ " بيلبورد "، طلبت ترويض إمبالا من Haim إعادة دمج الأغنية، ثم روجوا للأغنية عبر حساباتهم على وسائل التواصل الاجتماعي. تمت الإشارة إلى الأغنية على أنها إصدار الغلاف أكثر من كونها ريمكس، وقد أقرت دانييل حاييم بذلك: "لم نقم أبدًا بعمل" ريمكس "من قبل لذا قررنا وضعه خارج الأغنية الخاصة بنا.

## استقبال حرج
أعطاها إيفان مينسكير من "مذراة" تسمية الموقع "أفضل مسار جديد"، مشيدًا بالموضوع العالمي للأغنية وقصيدة R & B: "إنها أغنية ضعيفة - أغنية تشعر بالأسف، بالتأكيد، ولكن أيضًا مع المودة. رايان ريد في بيلبورد أعطتها أربع نجوم من أصل خمسة، مدحًا الأغنية باعتبارها "أغنية واحدة مليئة بالعاطفة" موزعة على أربع دقائق رائعة.

### الجوائز
صنفت أغنية «جمهورية اريزونا ‏» الأغنية رقم سبعة في قائمتها لأفضل 30 أغنية لعام 2015.

## فيديو موسيقي
تلقت الأغنية قناتين فيديو موسيقي. تم تحميل أول فيديو موسيقي «رسمي» للأغنية، ومدته أربع دقائق وأربع ثوان، في 21 مايو 2015 على قناة فيفو التابعة للمجموعة على يوتيوب. الفيديو عبارة عن رسوم متحركة ثلاثية الأبعاد تتمحور حول رجل بلا وجه وأحداثه في الحياة التي تشمل العمل، والنساء، و «مطبات الحياة المطلقة»، كما ذكر AXS TV. تم توجيهه من قبل نيكي سميث. الفيلم الثاني، من إخراج دان ديباولا وميجان ماكشين، ويضم نسخًا دمية من ترويض إمبالا تؤدي الأغنية، وتم إصدارها في 28 مايو. في يونيو، أصدرت فيلتوورث، وهي فرقة عرائس مرتبطة بالمجموعة الكندية سلون، مقطعًا يناقش فيه أعضاؤها مزايا المقطع الثاني.